# Palmatina
Palmatina es un alcaloide protoberberina que se encuentra en varias plantas, incluyendo Phellodendron amurense, Rhizoma coptidis/Coptis chinensis y Corydalis yanhusuo.
Es el componente principal del extracto de protoberberina Enantia chlorantha.
Se ha estudiado por su uso potencial en el tratamiento de la ictericia, la disentería, la hipertensión, la inflamación y las enfermedades relacionadas con el hígado. Este compuesto también tiene débil actividad in vitro contra flavivirus.